# Museum der Natur Gotha

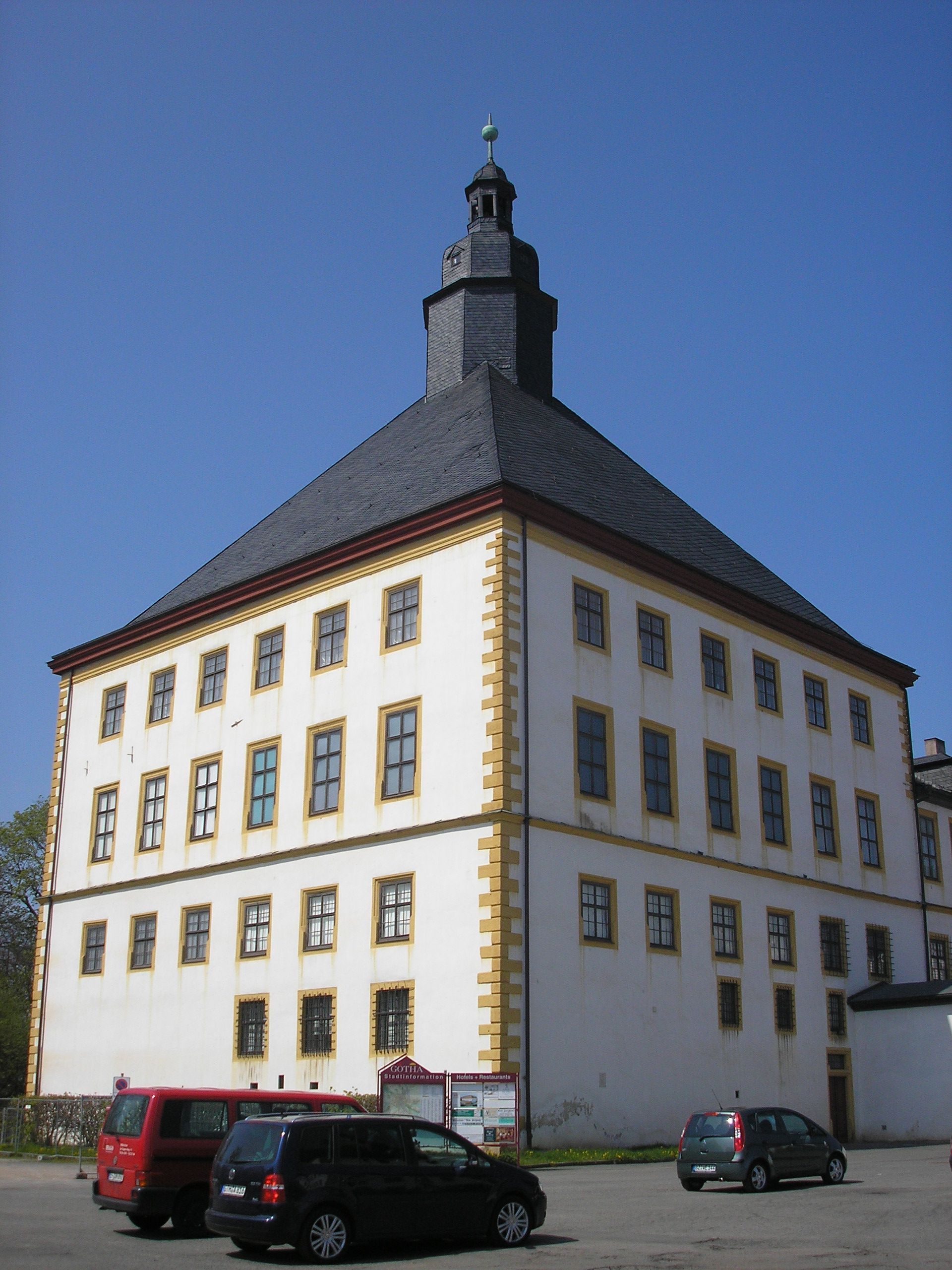
Der Westturm von Schloss Friedenstein: Domizil der neuen Dauerausstellung „Tiere im Turm“, im April 2010

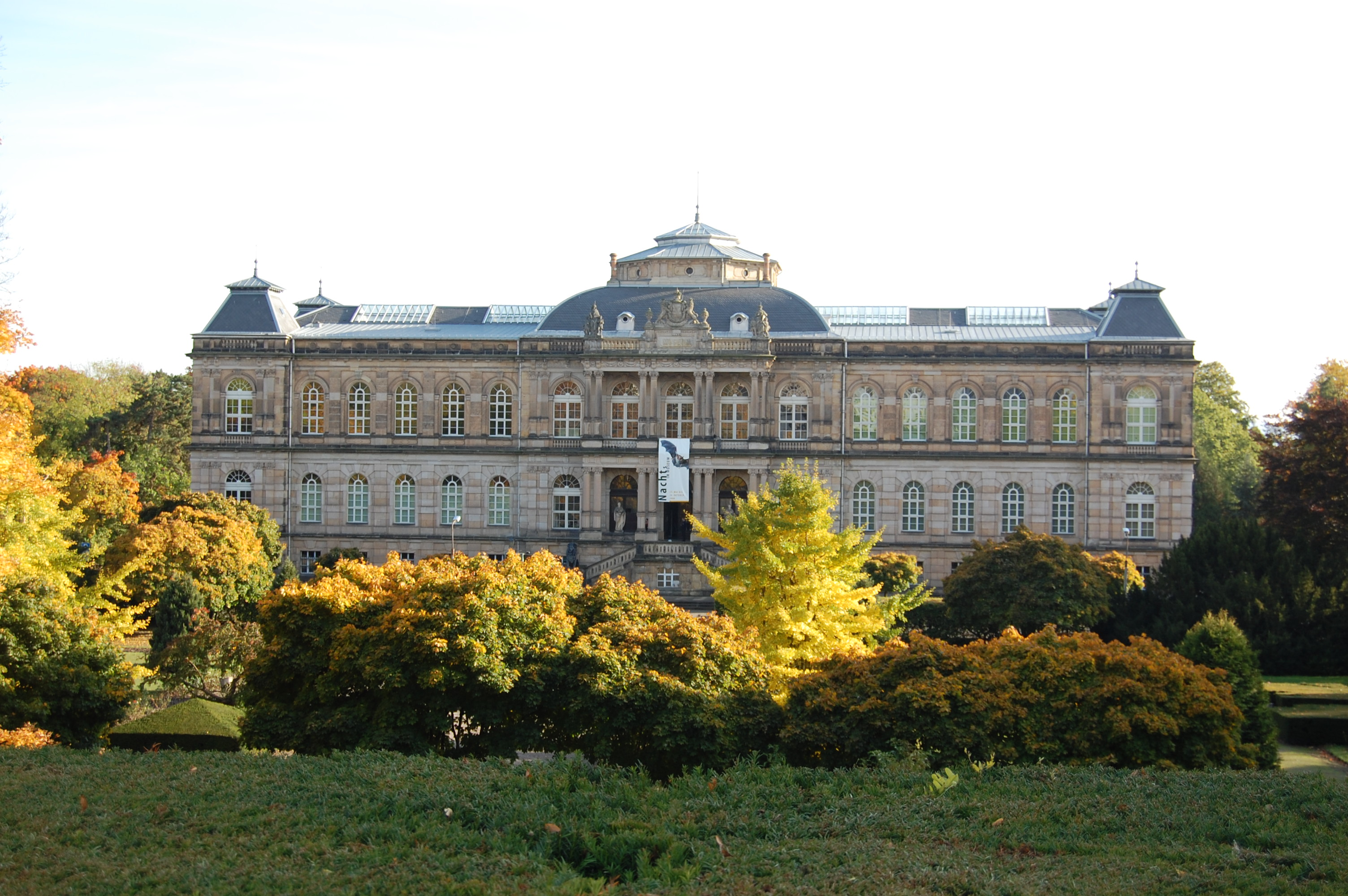
Herzogliches Museum: Ehemaliges Domizil des Museums der Natur (bis 2010)

Das Museum der Natur Gotha ist eines der vier Museen des Friedenstein Universums (Friedenstein Stiftung Gotha). Es beherbergt geologische,  paläontologische und zoologische Sammlungen, die bis ins 17. Jahrhundert zurückreichen.
Das Museum befand sich bis 2010 im Herzoglichen Museum Gotha. Im Zuge der grundlegenden Umgestaltung der Museen der Stiftung wird es seither in den Westteil des Schlosses Friedenstein verlagert. Das Herzogliche Museum wurde saniert und beherbergt seit Oktober 2013 die Kunstsammlungen. Tiere im Turm heißt die erste neue Dauerausstellung des Museums der Natur, die seit Dezember 2010 im Westturm des Schlosses zu sehen ist.

## Geschichte

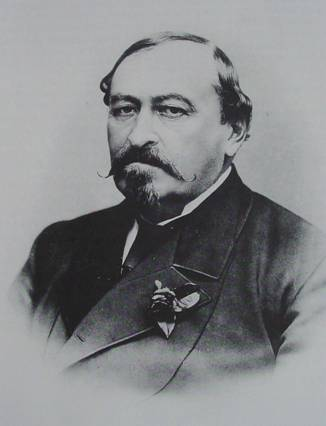
Herzog Ernst II.

Bereits im 17. Jahrhundert begannen die Gothaer Herzöge mit der Sammlung von Naturalien. Zusammen mit den Kunstwerken beanspruchten diese sehr viel Raum im Schloss Friedenstein. Aus diesem Grund entschloss sich Herzog Ernst II. (1818–1893) von Sachsen-Coburg und Gotha, ein neues Museumsgebäude errichten zu lassen. Es wurde im ehemaligen herzoglichen Küchengarten von Schloss Friedenstein im Stil der Neorenaissance in den Jahren 1864 bis 1879 erbaut.
Im neuen herzoglichen Museum waren das Kunstkabinett, das Chinesische Kabinett, das Naturalienkabinett, Kupferstichkabinett, die Gemäldegalerie und die Sammlung der Gipsabgüsse untergebracht. Damit erhielt die Residenz Gotha ein Museum von großer wissenschaftlicher und künstlerischer Bedeutung, das allerdings am Ende des Zweiten Weltkriegs 1945 durch Auslagerung, Plünderung und Entnahmen große Verluste erlitt. Die noch vorhandenen Teile der Kunstsammlungen wurden 1945 in die Sowjetunion abtransportiert. Nach ihrer Rückkehr 1956 wurden sie im Schloss Friedenstein untergebracht. Die naturwissenschaftlichen Sammlungen verblieben im Museumsgebäude und wurden um den Bestand des Naturkundlichen Heimatmuseums erweitert. Nach dem Umbau des Gebäudes wurde am 1. August 1954 das Biologische Zentralmuseum eröffnet. Das zu dieser Zeit größte Naturmuseum Thüringens erhielt den Namen Naturkundemuseum – ab 1971 wurde es Museum der Natur Gotha genannt. Bedeutsam waren die von dem Jagd- und Tiermaler Friedrich Reimann zwischen 1952 und 1954 angefertigten Hintergründe der Dioramen. Reimann gestaltete auch die Wandmalereien im Eingangsbereich und im Treppenhaus. Das Museum ist seit 2004 Teil der Stiftung Schloss Friedenstein Gotha.

## Neues Museum der Natur im Schloss

### Ehemalige Sonderausstellungen
- 2006 Bionik – Vom Ursaurier zum laufenden Roboter
- 2007 Gotha – Im Reich der Göttin Freiheit. Der erste Englische Landschaftsgarten auf dem Kontinent
- 2008 Nacht(s) im Museum
- 2009 Die Kleider der Tiere
- 2010 Anatomie – Gotha geht unter die Haut (zusammen mit dem Schlossmuseum und dem Museum für Regionalgeschichte und Volkskunde)
- 2011 Elefantastisch (zusammen mit dem Schlossmuseum und dem Museum für Regionalgeschichte und Volkskunde)

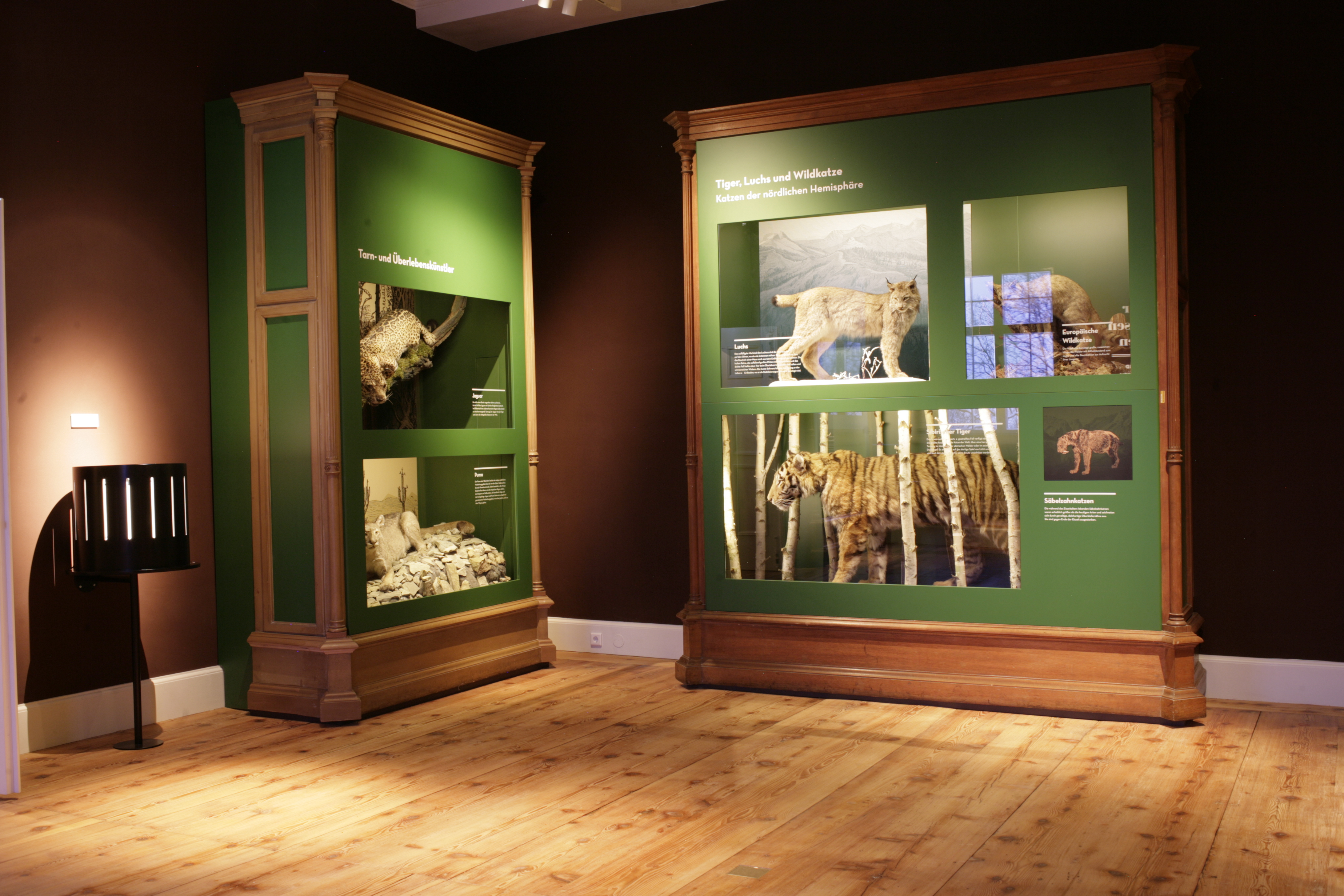
Blick in die Dauerausstellung Tiere im Turm

### Tiere im Turm
Diese erste neue Dauerausstellung wurde am 17. Dezember 2010 im Westturm des Schlosses Friedenstein eröffnet. Sie ist vor dem Hintergrund der naturwissenschaftlichen Forscher- und Entdeckerpraxis des 18. und 19. Jahrhunderts konzipiert, welche die Ära der barocken Naturalienkabinette ablöste und wegweisend für die moderne Naturwissenschaft wurde. Vier Ikonen der Naturwissenschaft dieser Zeit werden gleich am Anfang der Ausstellung vorgestellt: Carl von Linné, Alexander von Humboldt, Charles Darwin und Alfred Brehm.
Im Anschluss daran erwarten den Besucher folgende Themenkreise:
- Haut und Knochen – Innen- und Außenskelette
- Jäger auf leisen Pfoten – Kleine und große Katzen
- Flügel, Schwänze, Arme, Flossen – Gliedmaßen der Landwirbeltiere
- Reisen ins Unbekannte – Forscher entdecken die Welt
- Vertreibung aus dem Paradies – Verschwundene und bedrohte Tierarten
- Das große Fressen – Spezialisierung beim Nahrungserwerb
- Wald der Wunder – Faszinierende Vielfalt der Tropen
- Licht aus! – Tiere der Nacht

### Das Naturalienkabinett
Ein Naturalienkabinett war für einen barocken Fürsten zum Zwecke angemessener Repräsentation ebenso unentbehrlich wie etwa der Besitz eine Kunstkammer. Beides entsprach einer meist universalistisch ausgerichteten und enzyklopädischen Sammelleidenschaft, welche typisch war für die Zeit des Barock.
Die Anfänge der naturwissenschaftlichen Sammlungen auf Schloss Friedenstein reichen bis auf Herzog Ernst den Frommen zurück, der unter anderem 1827 die damals größte Conchyliensammlung Deutschlands des Gothaer Naturforschers Friedrich Christian Schmidt erwerben konnte. Die Sammlungen wuchsen auch unter seinen Nachfolgern weiter beständig an. So wurde Schloss Friedenstein schon früh zu einem Anziehungspunkt für zahlreiche Naturwissenschaftler aus ganz Europa. Neben seltenen Tierpräparaten und einigen Kuriositäten sind es vor allem die Mineralien und Conchylien aus dem 17. bis 19. Jahrhundert und eine sehr umfangreiche Insektensammlung, welche die Sammlung bedeutsam machen.

### Ursaurier

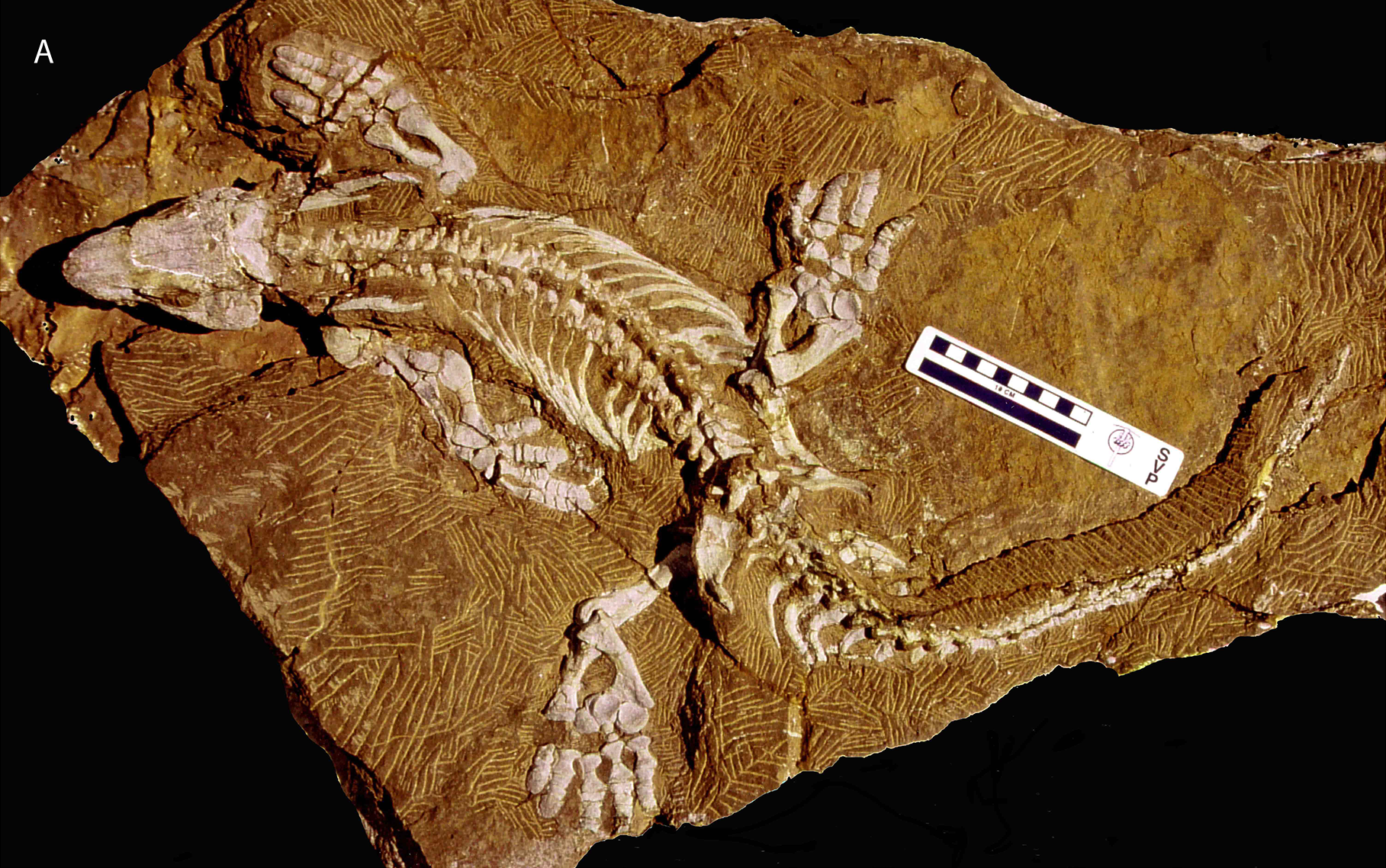
Holotyp des nach Wilhelm Pabst benannten Orobates pabsti im Museum

Zu den Exponaten des Museums gehören Sandsteinplatten mit Skeletten und Fußspuren verschiedener Urechsenarten aus der Gruppe der Temnospondylen, Vorfahren der heutigen Amphibien, und Pelycosaurier, die in einem ehemaligen Steinbruch am Bromacker bei Tambach-Dietharz entdeckt wurden. Dazu gehört auch das so genannte Tambacher Liebespaar. Diese Ursaurier (ca. 290 Mio. Jahre alt), in ihrer Entwicklung bereits vollständig ans Landleben angepasst, sind die ältesten Fossilienfunde ihrer Art weltweit. 
Ein gemeinsames Forschungsprojekt der Friedrich-Schiller-Universität Jena und des Museums der Natur Gotha untersucht die Fortbewegung und die Entwicklung des Bewegungsapparats dieser Echsen, um Rückschlüsse auf die Evolution des Bewegungssystems beim Übergang vom Wasser zum Land ziehen zu können.

### Dauerausstellung „Thüringer Wald“
Es ist eine neue Dauerausstellung geplant, die sich der Erforschung der Flora und Fauna des Thüringer Waldes widmen wird. Außerdem erhalten die Besucher einen Einblick in die regionale Forschung und Wissenschaft.

## Sammlungen des Museums

### Insekten (Trockensammlungen)
Der Sammlungsschwerpunkt sind Käfer (Coleoptera), Schmetterlinge (Lepidoptera), Hautflügler (Hymenoptera), Springschrecken (Orthoptera oder Saltatoria), Zweiflügler (Diptera) und Libellen (Odonata). Herkunft ist die Paläarktische Region (Paläarktis), Mitteleuropa und Thüringen.

### Conchyliensammlung
Der Sammlungsschwerpunkt sind Weichtiere (Mollusca). Herkunft sind die Westindischen Inseln und das tropische Südamerika.

### Korallen und Schwämme
Der Sammlungsschwerpunkt sind Blumentiere (Anthozoa) – Korallen und Schwämme (Porifera).

### Säugetiere
Der Sammlungsschwerpunkt sind Säugetiere (Mammalia). Herkunft sind Mitteleuropa und Thüringen. Es gibt Belege für „melanistische (schwarze) Hamster“ in Thüringen.

### Vogelsammlung
Hierbei handelt es sich vor allem um einen Erwerb von 1820 bis 1890. Heute sind Vögel, abgesehen von lokalen Funden, kein Sammlungsschwerpunkt mehr. Der Sammlungsschwerpunkt waren die Vögel (Aves) aus Mitteleuropa, der Orientalis, der Paläarktischen Region (Paläarktis), der Antarktis, der Neotropis und der Nearktis, die allesamt in einem Bestandskatalog dokumentiert sind.

### Fische, Lurche und Kriechtiere
Hierbei handelt es sich um ungefähr 300 getrocknete Tiere oder Teile davon, die von nationaler Bedeutung sind. Aus Mitteldeutschland und Thüringen gibt es ungefähr 600 Tiere, die flüssig konserviert sind.

### Geologische Sammlungen
Zu den geowissenschaftlichen Sammlungen des Museums gehören ca. 5.000 Gesteine, ca. 18.000 Minerale und ca. 50.000 Fossilien. Von wissenschaftshistorischer Bedeutung sind unter anderem die Sammlung von Mineralen, Gesteinen und Fossilien Mitteleuropas und des Thüringer Waldes des Gothaer Geologen Karl Ernst Adolf von Hoff (1771–1837), die „Meteoriten-Sammlung“ des Paläontologen Ernst Friedrich von Schlotheim sowie Skelettreste des Waldelefant-Fundes von Burgtonna aus dem Jahre 1695. Zu den wissenschaftlich bedeutenden Sammlungen gehören:
- die seit 1974 am Bromacker bei Tambach-Dietharz gefundenen Ursaurier-Skelette (mehr als 40 Skelette von 12 terrestrisch adaptierten Tetrapoden)
- eine mehrere 1000 Objekte umfassende Sammlung fossiler Conchostraken des Unterperm Mitteleuropas und der USA und
- eine Sammlung von Tetrapodenfährten, Invertebratenspuren und Pflanzen des Rotliegend (Unterperm) Thüringens.

### Sonstige Besonderheiten
Zu den außergewöhnlichsten Sammlungsstücken zählen unter anderem das anatomische Präparat eines Menschen von 1731 (im Gothaer Volksmund als „Schlotfeger“ bekannt. Damit verknüpft ist eine populäre Sage), der Blasenstein von Johann Saubert von 1646 und Miss Baba, das älteste erhaltene Präparat einer Elefantenkuh (1857).
Darüber hinaus besitzt das Museum der Natur über die Verbindung zur Friedrich-Schiller-Universität Jena Sammlungsmaterial aus der Antarktis. Ab 1987 übergaben Jenaer Forscher, die an den Sowjetischen Antarktisexpeditionen teilnahmen, mehrfach gesammelte Vögel, Säugetiere, Wirbellose und Pflanzen und erweiterten somit die Sammlung um Material von diesem einzigartigen Kontinent.
Der Verein „Museumslöwen – Gemeinschaft zur Förderung des Museums der Natur Gotha e.V.“ fördert das Naturkundemuseum in Gotha und unterstützt es durch persönliche Mitarbeit.